# Halterofília als Jocs Olímpics d'Estiu de 2024 - 49 Kg Femení
La prova d'Halterofília de -49 Kg femenina als Jocs Olímpics de París 2024 serà la 7a edició de l'esdeveniment femení en unes Olimpíades. La prova es disputarà el 7 d'agost del 2024 al recinte del Paris Expo Porte de Versailles. La prova és present des dels Jocs Olímpics de Sidney 2000, any del debut de les proves femenines d'Halterofília en les Olímpiades, amb la modalitat de -48 Kg, tot i que a partir de la passada edició a Tòquio es van reformular les categories i es va adoptar els -49 Kg actuals.
La xinesa Hou Zhihui és la vigent campiona de la disciplina olímpica, després de guanyar l'or als Jocs Olímpics de Tòquio 2020, per davant de la índia Saikhom Mirabai Chanu i la indonèsia Windy Cantika Aisah, qui van guanyar la medalla de plata i de bronze respectivament.
L'equip de la Xina és la selecció més guardonada, amb 2 medalles d'or i 1 medalla de plata, en les 6 edicions que aquesta modalitat d'Halterofília ha estat present als Jocs Olímpics. Els Estats Units, és l'únic país no asiàtic que ha aconseguit obtenir una medalla en totes les edicions de la competició. En tota la història de l'esdeveniment, cap atleta ha aconseguit dues medalles.

## Format
Les 12 classificades es dividiran en dos grups de 6 atletes cadascun. Totes les atletes hauran d'aixecar les peses en la modalitat d'arrencada i de dos temps. La modalitat d'arrencada consisteix en aixecar les peses des del terra fins per sobre el cap i aguantar fins que el jurat dictamini que és vàlid. En la modalitat de dos temps, l'atleta també ha d'aixecar les peses per sobre del cap, però com indica el seu nom, ho ha de fer en dos temps. El primer temps, anomenat clean, l'atleta ha de portar les peses des del terra fins a les espatlles en un sol moviment. Aleshores pot fer una petita pausa i pot realitzar el segon temps, anomenat jerk, per passar les peses per sobre del cap amb els braços estirats. Tindran 3 intents en les dues modalitats (un total de 6 intents). Per la puntuació final, se sumaran els quilos màxims que s'hagin aixecat en cada una de les modalitats i guanyarà l'atleta que hagi aixecat un nombre més gran de pes i així successivament per decidir la classificació final. Si dues atletes queden empatades, guanyarà qui tingui menor pes corporal a l'inici de la prova.

## Classificació
Per classificar-se per la prova olímpica, les aixecadores van haver de disputar diferents tornejos qualificatoris per les Olimpíades. En el rànquing de qualificació olímpic gestionat per la Federació Internacional d'Halterofília, la posició es determinava pels màxims quilos aixecats per l'atleta en qualsevol dels diferents tornejos. Si hi havia empat de quilos entre atletes, qui aconseguí abans la fita, va aconseguir una major posició. Cada país només podia tenir en el rànquing, l'esportista que hagués aixecat el major pes. Els 10 primers països del rànquing a data 28 d'abril de 2024, van tenir una plaça als Jocs Olímpics. Tot i així, hi podia haver circumstàncies especials que fessin variar la classificació. França, com a país amfitrió, va tenir 4 places (2 per gènere) en les categories que decidís. A més, un país només podia tenir un màxim de 6 places (3 per gènere) en el total de proves d'Halterofília. Per tant, si per exemple, un país obtenia 10 atletes classificades en el rànquing, havia de decidir eliminar-ne 4. L'onzena plaça de la prova es va decidir mitjançant representació continental. Això volia dir, que si un continent (Àfrica, Àsia, Europa, Oceania i Panamèrica) no tenia cap plaça entre les 10 primeres atletes, s'assignaria la plaça del país que estigués més amunt en el rànquing. Aquesta plaça se la va endur Madagascar, que va obtenir la 21a posició. Finalment hi va haver 6 places universals que es van repartir entre les 10 categories, per tal que hi hagués 12 atletes en cada categoria (en aquelles on no tingui plaça el país amfitrió).
| Esdeveniment                      | Places | País                 | Atleta classificada                |
| --------------------------------- | ------ | -------------------- | ---------------------------------- |
| Rànquing de Classificació Olímpic | 10     | Xina                 | Hou Zhihui                         |
| Rànquing de Classificació Olímpic | 10     | Índia                | Saikhom Mirabai Chanu              |
| Rànquing de Classificació Olímpic | 10     | Tailàndia            | Surodchana Khambao                 |
| Rànquing de Classificació Olímpic | 10     | Estats Units         | Jourdan Elizabeth Delacruz         |
| Rànquing de Classificació Olímpic | 10     | Romania              | Mihaela-Valentina Cambei           |
| Rànquing de Classificació Olímpic | 10     | Japó                 | Rira Suzuki                        |
| Rànquing de Classificació Olímpic | 10     | Bèlgica              | Nina Sterckx                       |
| Rànquing de Classificació Olímpic | 10     | Veneçuela            | Katherin Oriana Echandia Zárate    |
| Rànquing de Classificació Olímpic | 10     | Taipei               | Fang Wan-ling                      |
| Rànquing de Classificació Olímpic | 10     | República Dominicana | Beatriz Elizabeth Pirón Candelario |
| Representació continental         | 1      | Madagascar           | Rosina Randafiarison               |
| País amfitrió o plaça universal   | 1      |                      |                                    |

## Medaller històric
| Posició | País           | Or | Argent | Bronze | Total |
| ------- | -------------- | -- | ------ | ------ | ----- |
| 1       | Xina           | 2  | 1      | 0      | 3     |
| 2       | Tailàndia      | 1  | 0      | 2      | 3     |
| 3       | Taipei         | 1  | 0      | 0      | 1     |
| 3       | Turquia        | 1  | 0      | 0      | 1     |
| 3       | Estats Units   | 1  | 0      | 0      | 1     |
| 6       | Indonèsia      | 0  | 2      | 2      | 4     |
| 7       | Japó           | 0  | 1      | 1      | 2     |
| 8       | Índia          | 0  | 1      | 0      | 1     |
| 8       | Corea del Sud  | 0  | 1      | 0      | 1     |
| 10      | Corea del Nord | 0  | 0      | 1      | 1     |